# وادي حرجة صنعا (بدبدة)

تعديل مصدري - تعديل

وادي حرجة صنعا هي إحدى قرى عزلة اهل علي بمديرية بدبدة التابعة لمحافظة مأرب، بلغ تعداد سكانها 136 نسمة حسب تعداد اليمن لعام 2004.